# Notoreas orphanaea
Notoreas orphanaea là một loài bướm đêm trong họ Geometridae.